# سارينا فرهادي
سارينا فرهادي (بالفارسية: سارینا فرهادی) (4 أبريل 1992-)، ممثلة إيرانية، ابنة المخرج أصغر فرهادي بدأت مشوارها المهني بالتمثيل عام 2002 من خلال إحدالادوار الصغيرة التي إسندت إليها، حققت النجاح والمتابعة الجماهيرية الكبيرة خلال فيلم انفصال نادر وسمين الذي حصلت من خلاله جائزة الدب الفضي لأفضل ممثلة عام 2011.

## أعمال

### أفلام
- (2011) انفصال نادر وسمين

## وصلات خارجية
- سارينا فرهادي على موقع IMDb (الإنجليزية)
- سارينا فرهادي على موقع قاعدة بيانات الأفلام العربية
- سارينا فرهادي على موقع ألو سيني (الفرنسية)
- سارينا فرهادي على موقع أول موفي (الإنجليزية)
- سارينا فرهادي على موقع قاعدة بيانات الأفلام السويدية (السويدية)
- سارينا فرهادي على موقع قاعدة بيانات الفيلم (الإنجليزية)
- سارينا فرهادي على موقع كينوبويسك (الروسية)